# Elmshorn
Elmshorn là một đô thị tại huyện Pinneberg, trong bang Schleswig-Holstein, nước Đức. Đô thị này có diện tích 21,36 km², dân số thời điểm 31 tháng 12 năm 2006 là 49.386 người. Đô thị này có cự ly 32 km về phía bắc Hamburg, tại sông nhỏ Krückau, gần sông Elbe. Đây là thành phố lớn thứ 6 ở bang Schleswig-Holstein.

## Người dân nổi tiếng
- Fritz Höger (1877-1949), kiến trúc sư
- Hermann Weyl, nhà toán học
- Harald Paulsen (1895-1954), diễn viên
- Michael Stich (* 1968), tuyển thủ quần vợt
- Erich W. Kopischke (* 1956)